# 高取英
高取 英（たかとり えい、1952年1月17日 - 2018年11月26日、本名：非公開）は、日本の劇作家、演出家、マンガ評論家、編集者。男性。月蝕歌劇団代表。京都精華大学マンガ学部マンガプロデュースコース学科教授、大正大学表現学部客員教授を務めた。

## 来歴
大阪府堺市出身。大阪府立岸和田高等学校、大阪市立大学商学部卒業。
大阪市立大学の学生時代に白夜劇場を結成し、1974年に「白夜月蝕の少女航海紀」を作・演出。これが演劇のデビューとなる。
大学卒業後、寺山修司の取材・出版スタッフとなる一方、エロ劇画誌『漫画エロジェニカ』三代目編集長となり、『劇画アリス』編集長の亀和田武らと三流劇画ブームを起こす。『漫画エロジェニカ』は、最高12万部弱を売り上げた。この雑誌は、ダーティ・松本、中島史雄、清水おさむ、村祖俊一、川崎ゆきおなどがレギュラーで、いしかわじゅん「憂国」も連載。山田双葉（後の山田詠美）、いがらしみきおらがデビューしている。
1980年に演劇団公演「月蝕歌劇団」（演出・流山児祥）という作品で東京での演劇デビューを果たす。1982年に戯曲「聖ミカエラ学園漂流記」を書き、これがヒット。後に、バンダイなどよりアニメ化。自身が小説化、藤原カムイがマンガ化。
1986年に劇団「月蝕歌劇団」を旗揚げ、多数の作品の脚本、演出をする。
1996年、脚本・演出作品「ドグラ・マグラ」（原作・夢野久作）は、モスクワ、サンクトペテルブルク（ロシア）でも上演。
スロベニア国際演劇祭には2009年と2013年に二度招待され、2009年は「What about Leonardo?」を、2013年は「Tristan and Iseult : a play about love and death」とエヴァルド・フリザール作品をそれぞれ上演。
また教育者としても活動し、2006年に京都精華大学マンガ学部教授、2014年に大正大学表現学部表現文化学科客員教授にそれぞれ就任していた。
自作の他、寺山修司、澁澤龍彦、埴谷雄高、沼正三などの幻想文学系の作品、竹宮惠子、梶原一騎、新田たつおなどのマンガ作品を月蝕歌劇団で演劇化している。
2018年11月26日、虚血性心疾患のため東京都世田谷区の自邸で死去。66歳没。

## 著作

### 詩集
- 『射て!ペガサスの失墜 高取英詩集』（自費出版、1972年）
- 『月蝕歌劇団』（白夜都市社、1979年）
- 『月蝕歌劇団』（沖積舎、1985年）

### 評論
- 『性度は動く』(情報センター出版局、1984年)
- 『寺山修司論ー創造の魔神ー』(思潮社、1992年)
- 『寺山修司　過激なる疾走』(平凡社新書、2006年)

### マンガ評論
- 『マンガ伝 ― 「巨人の星」から「美味しんぼ」まで』村上知彦、高取英、米澤嘉博共著（平凡社、1987年）
- 『「あしたのジョー」の大秘密』（松文館、1993年）
- 『ベルサイユのばら 永遠に』（松文館、1994年）
- 『「梶原一騎」をよむ』（編著、ファラオ企画、1994年）
- 『少年マンガ画報』（喜国雅彦との共著、ファラオ企画、1993年）
- 『少年少女のための傑作マンガ100』（共著、希林館、1999年）

### 戯曲集
- 『聖ミカエラ学園漂流記』（群雄社出版、1983年）
- 『少年極光都市』（沖積舎、1984年）
- 『女神ワルキューレ海底行』（ながらみ書房、1986年）
  - 『聖ミカエラ学園漂流記新装版』（而立書房、1987年）
- 『不思議の國のアリス』（砂子屋書房、1992年）
- 『聖ミカエラ学園漂流記２』（ふゅーじょんぷろだくと、1994年）
- 『ドグラ・マグラ 月蝕版』（沖積舎、1997年）
- 『標的者 薔薇、屈辱、自同律』埴谷雄高作、高取英脚色、松田政男構成（深夜叢書社、1998年）
- 『陰陽師 安倍晴明—最終決戦—』（メタ・ブレーン、2002年）
- 『高取英セレクション１「金色夜叉」の逆襲　月蝕を自ら操作する』（沖積舎、2008年）
- 『高取英セレクション２ 寺山修司　過激なる疾走』（沖積舎、2008年）
- 『高取英セレクション３ ネオ・ファウスト地獄変』（沖積舎、2009年）

### 小説
- 『聖ミカエラ学園漂流記』（而立書房、1987年）
- 『聖ミカエラ学園漂流記』（電撃文庫 メディアワークス、1994年）

### 編集本
- 『官能劇画大全集』（松文館、2000年）
- 『続官能劇画大全集』（松文館、2001年）
- 『これを読まないと文学は語れない! 64冊のあらすじダイジェスト「日本文学」』（監修、イマジン、2006年）
- 『「大阪市大新聞」セレクト縮刷版』（「大阪市大新聞」セレクト縮刷版の会、2006年）

### エッセイ・コラム
- 『大阪呑気大事典』大阪オールスターズ編（共著、JICC出版局、1988年）
- 『楳図かずお「恐怖への招待」』（インタビュー高取英、河出書房新社、1996年）
- 『大阪呑気大事典 増補新版』大阪オールスターズ編（共著、宝島社文庫、宝島社、2008年）
- 岩波書店編集部編『これからどうする』（共著、岩波書店、2013年）
- 『戦争の教室』（共著、月曜社、2014年）

### 作品の漫画化
- 『聖ミカエラ学園漂流記』藤原カムイ漫画（ふゅーじょんぷろだくと、1990年）

### 主な演劇作品
- 聖ミカエラ学園漂流記
- 帝国月光写真館
- 女神ワルキューレ海底行
- 不思議の國のアリス
- 邪宗門（作・寺山修司）
- 盲人書簡−上海篇（作・寺山修司）
- 高丘親王航海記（原作・澁澤龍彦）
- 疾風（かぜ）のまつりごと（原作・竹宮惠子）
- 家畜人ヤプー（原作・沼正三）
- ネオ・ファウスト地獄変
- 愛と誠（原作・梶原一騎）
- 花と蛇（原作・団鬼六）
- 〈津山三十人殺し〉幻視行

### 映像作品
- 『アリスの叛乱』（脚本・監督：高取英、音楽：坂本龍一、1978年）
- 『聖ミカエラ学園漂流記』アニメ版（バンダイ、1990年）
- 『いしいひさいちのなんなんだ!?』（関西テレビ、脚本・監督：高取英、1990年）
- 『聖ミカエラ学園漂流記2』アニメ版 監督：山口頼房（ビームエンターテインメント、1995年）
- 『聖ミカエラ学園漂流記』実写版 原作・脚本・監督：高取英（オール・プロダクツ、1995年）

## エピソード
- 漫画編集者時代、交流があったいしかわじゅんの漫画に、キャラクターとしてよく登場していた。
- 漫画編集者時代に作品を掲載した漫画家清水おさむの、自伝漫画「JUKU」に、登場人物の一人として、登場している。